# Edward Bransfield
Edward Bransfield   (Ballinacurra, 1785 - Brighton, 31 d'octubre de 1852) fou un oficial de la Marina Reial Britànica.

## Biografia
Se sap molt poc sobre els seus primers anys, ni tan sols sobre com era el seu aspecte. En 1803, quan només tenia divuit anys, va ser enrolat per força en la Royal Navy, el principal mètode de reclutament en aquesta època en la marina reial britànica. És conegut per explorar parts de l'Antàrtida, albirant la Península Trinitat el gener de 1820.
Va començar com un simple mariner a bord del navili de línia de 1a categoria (110 canons) Ville de Paris i va ser qualificat com a mariner preferent en 1805. Va ser assignat a 1806 a la també nau de 1a categoria Royal Sovereign (que havia pres part en la batalla de Trafalgar a 1805) com a mariner preferent, i després com a 2n mestre el 1808, guardiamarina en 1808, capità escrivà (encarregat de portar informes, correspondència i comptes) en 1809 i de nou guardiamarina en 1811. Cap a 1812 havia aconseguit el grau de segon capità, i en el mateix any va ser nomenat capità de la Goldfinch (un sloop de guerra de la classe Cherokee, amb 10 armes de foc, i comandat per Sir William Cornwallis).
Entre els anys 1814 i 1816 va servir breument com a capità en molts vaixells de 5è rang, i el 21 de febrer de 1816, va ser nomenat capità del vaixell Severn, de rang 4º amb 50 armes de foc, amb el qual va participar en el bombardeig d'Alger.
El setembre del 1817, va ser nomenat capità de l'Andromache, sota el comandament del capità William Shirreff. Durant aquest període de servei va ser enviat al nou Esquadró del Pacífic de la Marina Real, a la costa de Valparaíso, a Xile.
Els republicans xilens lluitaven per la independència d'Espanya, però Valparaíso s'havia descuidat durant l'època colonial i era una plaça poc atractiva. No obstant això, si no hagués estat per aquesta comesa, Bransfield mai s'hagués fet famós.